# Thông biển sao

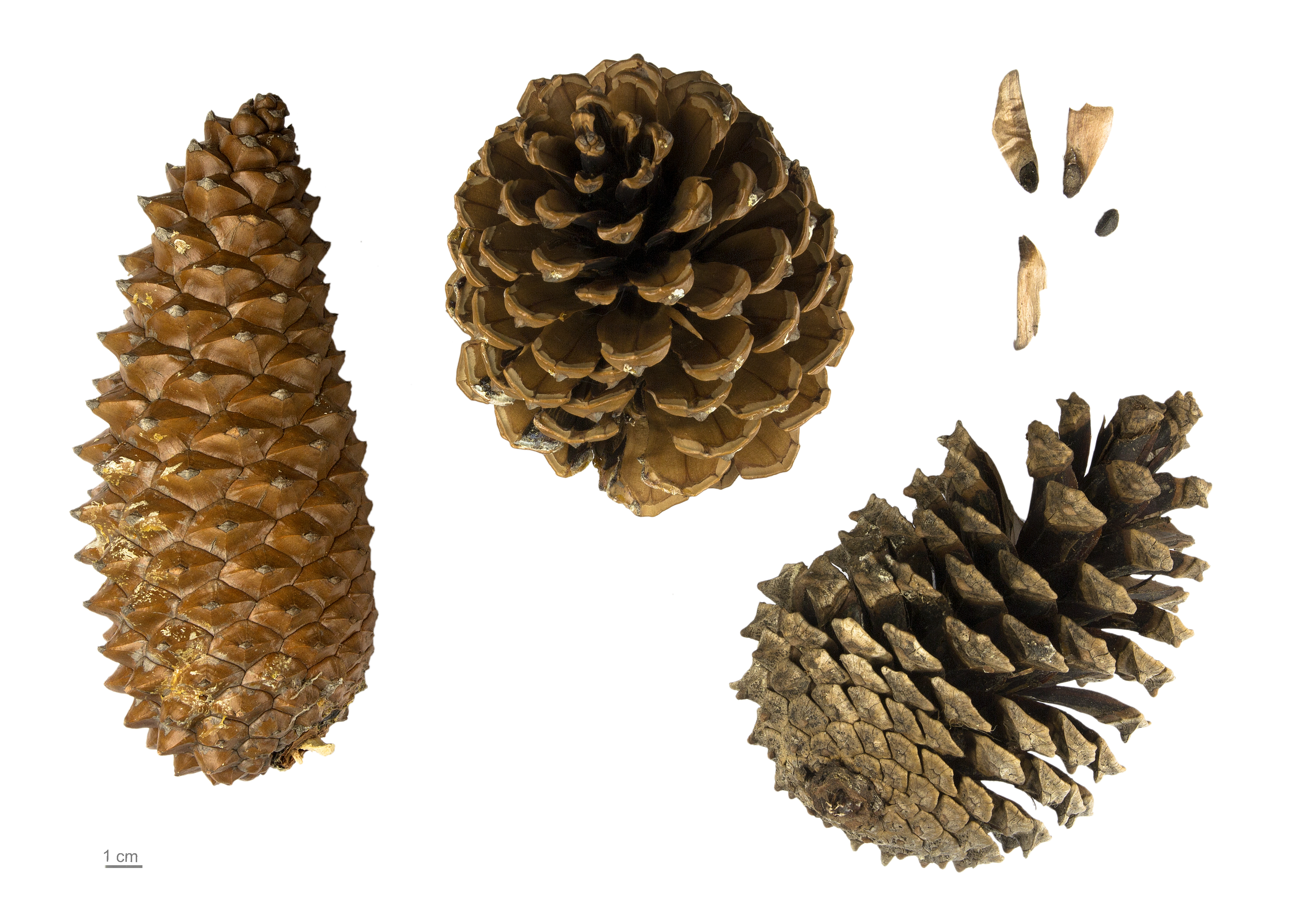
Pinus pinaster

Pinus pinaster là một loài thực vật hạt trần trong họ Thông. Loài này được Aiton miêu tả khoa học đầu tiên năm 1789.